# Kyrsyänjärvi
Kyrsyänjärvi eller Kyrsyjärvi är en sjö i Finland. Den ligger i kommunen Sulkava i landskapet Södra Savolax, i den södra delen av landet, 250 km nordost om huvudstaden Helsingfors. Kyrsyänjärvi ligger 86,2 meter över havet. I omgivningarna runt Kyrsyänjärvi växer i huvudsak blandskog. Arean är 6,51 kvadratkilometer och strandlinjen är 33,56 kilometer lång. Sjön  ingår i Vuoksens huvudavrinningsområde. 